# (506) Marion
Pour les articles homonymes, voir Marion.

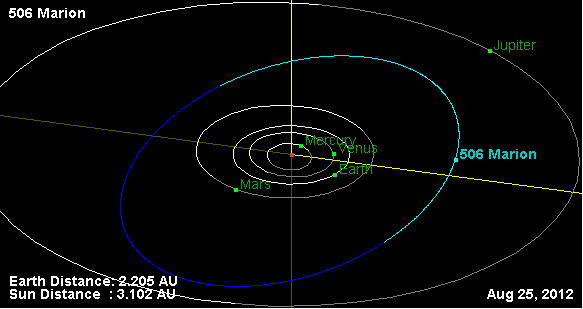

(506) Marion est un astéroïde de la ceinture principale découvert par Raymond Smith Dugan le 17 février 1903.